# دریاچه قزل‌باغ
دریاچه قزل‌باغ (ترکی استانبولی: Kızılbağ Göleti) یک دریاچه در استان مرسین کشور ترکیه است.